# Simferopol
Simferopol ( krymskou tatarštinou Акъмесджит, ukrajinsky Сімферополь, rusky Симферополь) je město na řece Salgir v centrální části Krymu. Je druhým největším městem poloostrova, hraje roli důležitého ekonomického, dopravního, administrativního a kulturního centra. Žije zde přibližně 335 tisíc obyvatel.
Současný Simferopol byl založen roku 1784 dle rozkrazu Kateřiny Veliké knížetem Potěmkinem na místě krymskotatarského města Akmesdžit. Již od 3. století př. n. l. zde ovšem existovala Skytská Neapol, kdysi hlavní město Skytského království.
Od roku 2014, kdy celý Krym anektovalo Rusko, je Simferopol spravován Ruskou federací.

## Simferopolská městská rada
Administrativně je město spravováno městskou radou, do jehož obvodu spadají také sídla městského typu 
Ahrarne (Agrarnoje), 
Aeroflotskyj (Aeroflotskij),
Hresivskyj (Gresovskij) 
a Komsomolske (Komsomolskoje).

## Historie
Nejstarší lidská sídliště na území dnešního Simferopolu se objevila ještě v předhistorickém období. Historicky doložená je až existence Skytské Neapole, hlavního města Skytského království. Skytská Neapol byla založena v 3. století př. n. l. a zničena byla pravděpodobně v 3. století n. l. Góty. Pozůstatky tohoto antického města se dodnes nachází na levém břehu řeky Salgir a patří k hlavním turistickým cílům města.
V raném středověku se na území Simferopolu žádné městské sídlo nenacházelo. Při nadvládě Polovců a Zlaté hordy byla největším sídlem vesnice Kermenčik. V dobách Krymského chanátu zde vzniklo nevelké město Akmesdžit, které bylo rezidencí kalgy, druhého nejmocnějšího člověka po chánovi. Palác kalgy se nacházel na břehu Salgiru. Názvem Akmesdžit dnes Krymští Tataři stále označují Simferopol. Akmesdžit znamená bílá mešita a souvisí nejspíše se simferopolskou mešitou Kebir Džami, nejstarší dochovanou stavbou ve městě.

### Ruské impérium
Oficiálním datem založení Simferopolu je rok 1784. Po anexi Krymu Ruským impériem roku 1783 bylo rozhodnuto založit na územích dobytého Krymského chanátu Tauridskou oblast (později Tauridská gubernie) a na místě Akmesdžitu založit hlavní město nové oblasti, gubernijní město Simferopol (starořecky Σιμφερούπολις, tedy město blaha). Název města souvisí s tendencí dávat za dob vlády Kateřiny II. Veliké městům v této oblasti řecká jména jako odkaz na antické a středověké řecké kolonie. Roku 1784 tak začala pod vedením ruského osvícenského knížete Grigorije Potěmkina-Tauridského výstavba administrativních a obytných budov a pravoslavného chrámu poblíž mešity Kebir Džami. Klasicistní urbanistický plán vytvořil rovné pravoúhlé ulice, obestavěné převážně dvoupatrovými domy. Nové město však zahrnulo také starší ulice krymskotatarského Akmesdžitu.
Car Pavel I., následník Kateřiny II., na krátko vrátil městu název Akmesdžit, nicméně již jeho nástupce Alexandr I. Pavlovič opět zavedl název Simferopol (ačkoliv se v průběhu 19. století na oficiálních dokumentech často objevovaly oba názvy). Status hlavního města Krymu neztratil nikdy.

### Sovětský svaz

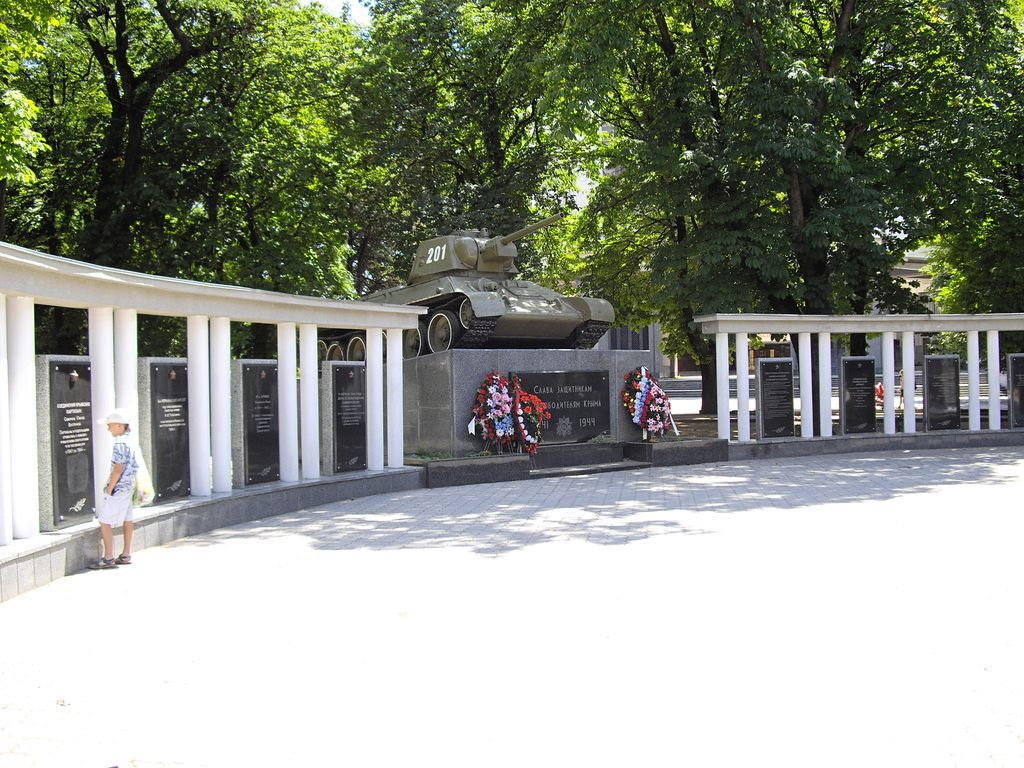
Pomník osvobození Simferopolu v roce 1944

Během občanské války se v Simferopolu poměrně rychle vystřídalo několik bolševických a bělogvardějských vlád, až se nakonec stal hlavním městem Krymské autonomní sovětské socialistické republiky. Mezi lety 1941–1944 byl Simferopol okupován nacisty, kteří vyhladili místní židovské a romské obyvatelstvo. Poblíž města, v sovchozu Rudý, vzniknul za spolupráce s místními kolaboranty vyhlazovací tábor, v němž našlo smrt přes 10 tisíc civilistů a vojenských zajatců. 13. dubna 1944 bylo město bez odporu osvobozeno Rudou armádou, datum osvobození se na památku stalo Dnem města. Německé velení sice město zaminovalo a chtělo jej vyhodit do povětří v momentě příchodu Rudé armády, avšak odbojářům se podařilo zjistit rozmístění náloží a v noci přerušit odpalovací kabely.
40. léta 20. století byla také obdobím deportací. Nejprve byli roku 1941 po celém území SSSR rozptýleni simferopolští Němci, na jaře a v létě roku 1944 potom pro podezření z kolaborace Krymští Tataři, Řekové, Bulhaři, Arméni a částečně Karaimové.
Roku 1945 byla zrušena Krymská ASSR a Simferopol se stal hlavním městem Krymské oblasti Ruské SFR, která byla roku 1954 předána Ukrajinské SSR.

### Události roku 2014

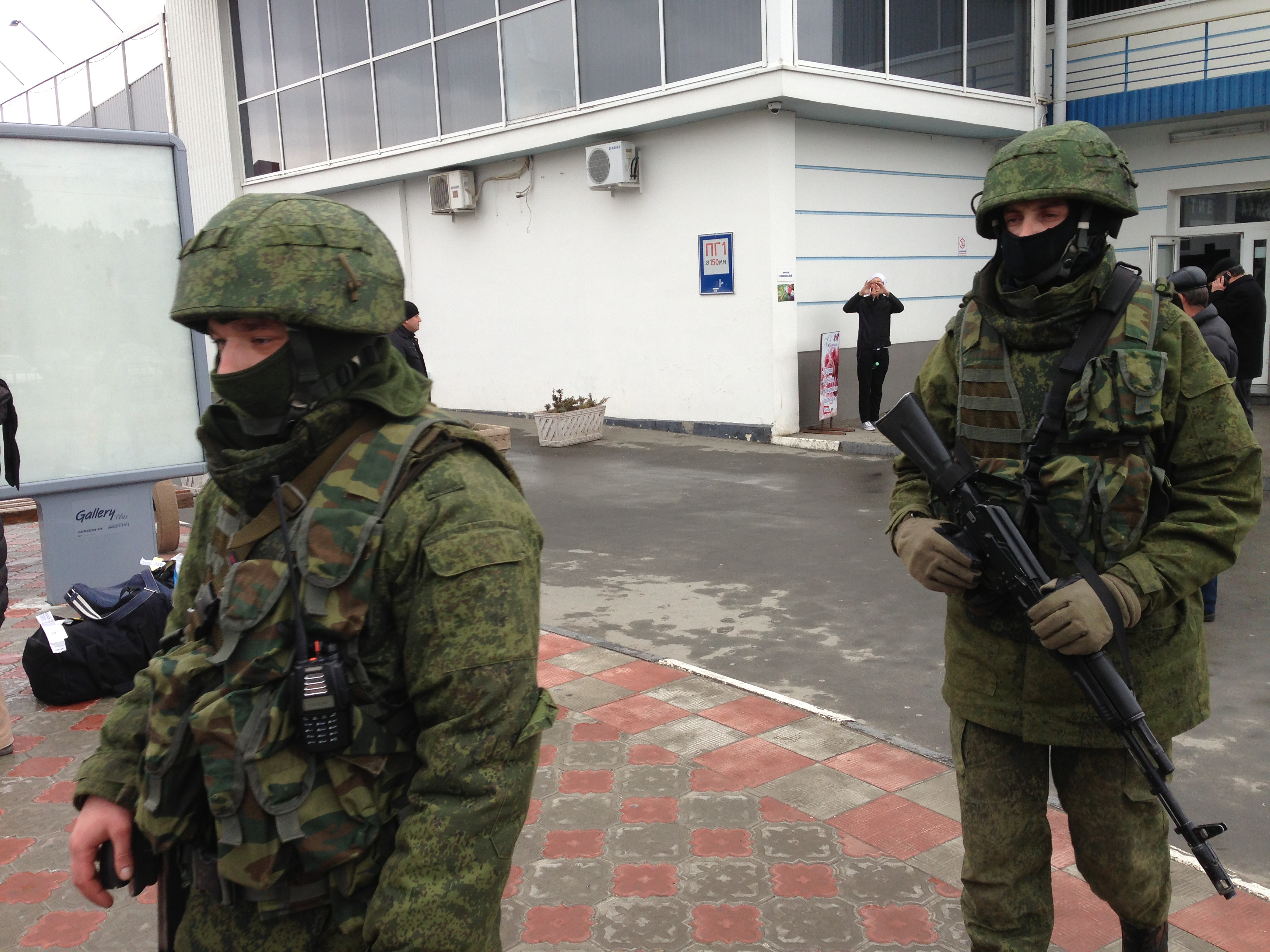
Neoznačení ruští vojáci na simferopolském letišti v únoru 2014

Po rozpadu SSSR se stal Krym jakožto území Ukrajinské SSR součástí nové samostatné Ukrajiny coby Autonomní republika Krym. Když však byl v únoru 2014 svržen prezident Viktor Janukovyč, Simferopol se stal centrem událostí vedoucích k připojení poloostrova k Ruské federaci.
21. února začali prorusky orientovaní občané před budovou krymské Vrchní rady manifestovat za odtržení Krymu od Ukrajiny. Ne všichni však s tímto požadavkem souhlasili, ostře proti vystoupili například Krymští Tataři, organizovaní v Medžlisu Krymských Tatarů. 26. února se tyto dva protichůdné názorové tábory fyzicky střetly, následkem čehož 2 lidé zemřeli a na 30 bylo zraněno. 27. února obsadily Vrchní radu dvě skupinky neoznačených ruských ozbrojenců, načež byly nad budovou vztyčeny ruské vlajky, centrum města obsadila policie. Za této situace zvolili poslanci Vrchní rady nového premiéra AR Krym Sergeje Aksjonova. 1. března obsadili neoznačení ozbrojenci celé centrum Simferopolu a jiné strategické objekty ve městě. 11. března byla přijata Deklarace nezávislosti Autonomní republiky Krym, 16. března proběhlo referendum a 18. března došlo na jeho základě k připojení k Rusku a vzniku ruské federativní Republiky Krym s hlavním městem Simferopolem.

## Městské symboly

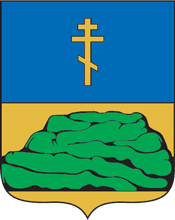
Znak 1844–1920

První znak získal Simferopol roku 1844. Byl rozdělen na dvě stejně velké poloviny, v horním modrém poli se nacházel zlatý pravoslavný kříž, ve spodním zlatavém krymská hora Čatyr-Dar, která je z města dobře vidět. Užíval se do roku 1920.
Zrušený znak z carských dob byl nahrazen až v roce 1971. Na modrém poli byl v rudém kruhu zapsán zlatým písmem letopočet založení města, obkroužený zlatými včelami. V horní části byl v rudém pruhu zobrazen srp a kladivo. Červený kruh měl symbolizovat pozici Simferopolu coby oblastního centra, včely jako symbol blaha odkazovaly k názvu města.
Současné symboly města, městský znak a vlajka, byly přijaty městským zastupitelstvem roku 2006. Centrální část štítu je rozdělena na dvě poloviny tenkou bílou vlnovkou, symbolizující řeku Salgir. Ve vrchní části (modré) je vyobrazena zlatá včela coby symbol blaha (odkaz k názvu města). Ve spodním červeném poli je zobrazena antická zlatá číše z legendy o zrodu prvních Skytů – odkazuje k historii města, rozkládajícího se na místě Skytské Neapole. Červená barva symbolizuje mužnost a odvazu Skytů. Na štítu je posazena hradební koruna s točenicí v barvách vlajky Republiky Krym. Ze tří stran štít lemují dubové ratolesti se stužkou řádu Rudého praporu práce SSSR, na níž je nápis Simferopol.
Vlajka je potom kombinací vlajky Republiky Krym a štítu z městského znaku.

## Obyvatelstvo
Roku 2016 byl Simferopol 7. největším městem Jižního federálního okruhu a 58. největším městem Ruska.

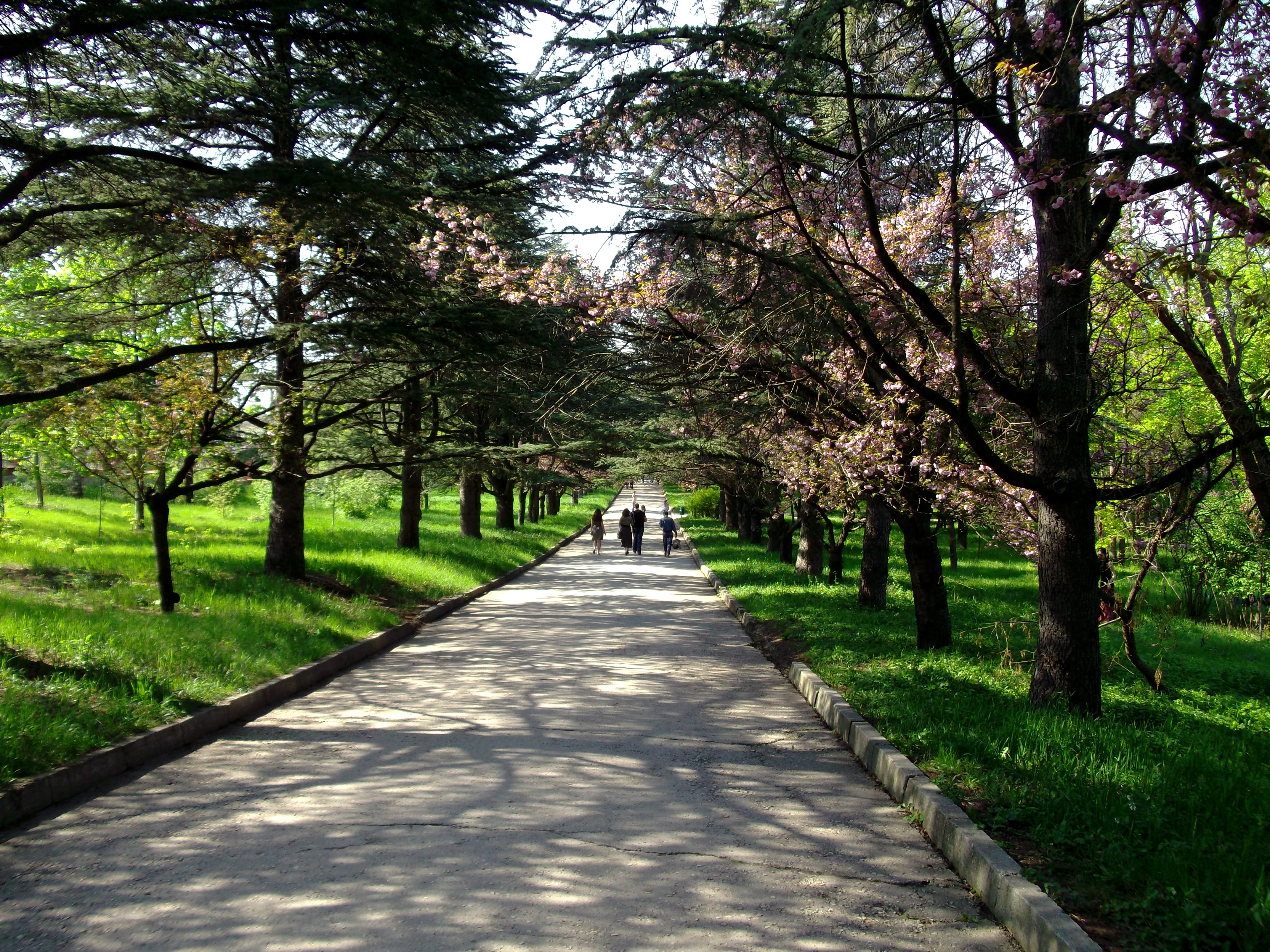
Park Salgirka

| Vývoj počtu obyvatel | Vývoj počtu obyvatel | Vývoj počtu obyvatel | Vývoj počtu obyvatel | Vývoj počtu obyvatel | Vývoj počtu obyvatel | Vývoj počtu obyvatel | Vývoj počtu obyvatel | Vývoj počtu obyvatel | Vývoj počtu obyvatel | Vývoj počtu obyvatel |
| -------------------- | -------------------- | -------------------- | -------------------- | -------------------- | -------------------- | -------------------- | -------------------- | -------------------- | -------------------- | -------------------- |
| 1839                 | 1847                 | 1864                 | 1887                 | 1897                 | 1910                 | 1911                 | 1914                 | 1923                 | 1926                 |                      |
| 7000                 | 13 768               | 17 000               | 38 000               | 49 078               | 62 679               | 66 452               | 91 000               | 71 000               | 88 000               |                      |
| 1931                 | 1939                 | 1945                 | 1959                 | 1967                 | 1970                 | 1975                 | 1979                 | 1987                 | 1989                 |                      |
| 83 248               | 143 000              | 67 000               | 186 000              | 223 000              | 249 000              | 280 000              | 301 505              | 338 000              | 343 565              |                      |
| 2001                 | 2009                 | 2010                 | 2011                 | 2012                 | 2013                 | 2014                 | 2015                 | 2016                 |                      |                      |
| 343 644              | 337 139              | 336 588              | 336 330              | 335 582              | 337 285              | 332 317              | 332 608              | 336 460              |                      |                      |

### Národnostní složení
Podle sčítání lidu roku 2014 je národnostní složení Simferopolu následující:
- Rusové 67,79% (225 282)
- Ukrajinci 12,07% (40 122)
- Krymští Tataři 8,31% (27 604)
- Tataři 1,48% (4910)
- Arméni 0,78% (2587)
- Bělorusové 0,77% (2574)
- Židé 0,38% (1259)
- Azerové 0,29% (974)
- Řekové 0,17% (572)

### Osobnosti města
- Lukáš Simferopolský (arcibiskup a chirurg)

## Klima
Klima Simferopolu je podhorské, stepní, s mírnou zimou a dlouhým horkým létem. Průměrná teplota v lednu činí +0,2 °C, v červenci +23,1 °C.
| Simferopol – podnebí                                            | Simferopol – podnebí | Simferopol – podnebí | Simferopol – podnebí | Simferopol – podnebí | Simferopol – podnebí | Simferopol – podnebí | Simferopol – podnebí | Simferopol – podnebí | Simferopol – podnebí | Simferopol – podnebí | Simferopol – podnebí | Simferopol – podnebí | Simferopol – podnebí |
| Období                                                          | leden                | únor                 | březen               | duben                | květen               | červen               | červenec             | srpen                | září                 | říjen                | listopad             | prosinec             | rok                  |
| --------------------------------------------------------------- | -------------------- | -------------------- | -------------------- | -------------------- | -------------------- | -------------------- | -------------------- | -------------------- | -------------------- | -------------------- | -------------------- | -------------------- | -------------------- |
| Nejvyšší teplota [°C]                                           | 20,4                 | 21,9                 | 28,7                 | 31,5                 | 34,2                 | 37,7                 | 39,3                 | 39,5                 | 37,2                 | 33,3                 | 28,0                 | 25,4                 | 39,5                 |
| Průměrné denní maximum [°C]                                     | 3,9                  | 4,7                  | 9,1                  | 15,9                 | 21,4                 | 25,7                 | 28,9                 | 28,7                 | 23,1                 | 17,0                 | 10,4                 | 5,6                  | 16,2                 |
| Průměrná teplota [°C]                                           | 0,2                  | 0,4                  | 3,9                  | 9,9                  | 15,1                 | 19,5                 | 22,3                 | 22,0                 | 16,9                 | 11,3                 | 5,8                  | 2,0                  | 10,8                 |
| Průměrné denní minimum [°C]                                     | −2,9                 | −3,2                 | −0,2                 | 4,8                  | 9,5                  | 13,9                 | 16,5                 | 16,1                 | 11,6                 | 6,8                  | 2,2                  | −1,1                 | 6,2                  |
| Nejnižší teplota [°C]                                           | −26,0                | −30,3                | −18,4                | −11,1                | −8,4                 | 0,7                  | 3,6                  | 3,8                  | −5,1                 | −11,4                | −21,7                | −23,2                | −30,3                |
| Průměrné srážky [mm]                                            | 39                   | 36                   | 37                   | 34                   | 34                   | 58                   | 47                   | 52                   | 42                   | 42                   | 49                   | 45                   | 515                  |
| Maximální srážky [mm]                                           | 121                  | 95                   | 88                   | 101                  | 136                  | 220                  | 160                  | 290                  | 155                  | 126                  | 136                  | 159                  | 1 787                |
| Zdroj: http://www.pogodaiklimat.ru/climate/33946.htm 6. 2. 2017 |                      |                      |                      |                      |                      |                      |                      |                      |                      |                      |                      |                      |                      |

## Pamětihodnosti
- Hradiště Skytská Neapol – někdejší hlavní město Skytů, dnes muzeum a významné archeologické naleziště.
- Mešita Kebir Džami – nejstarší budova ve městě, pocházející z roku 1508.
- Simferopolská kenesa – svatostánek Karaimů vystavěný v letech 1891–1896. Roku 1930 byla uzavřena, roku 2014 navrácena do rukou Karaimů.
- Chrám Svaté Trojice – stavba z roku 1868, od roku 2002 je součástí ženského Kláštera svaté Trojice.
- Chrám Konstantina a Jeleny – nejstarší křesťanský chrám Simferopolu z roku 1785. Při své pouti na Krym se v něm roku 1787 pomodlila carevna Kateřina II. Veliká.
- Petropavlovská katedrála – dostavěna roku 1870. Ve 30. letech 20. století přišla o kupoli i zvonici a chrám sloužil jako sklad. Dnes je plně obnoven a zrekonstruován.
- Chrám Všech svatých – jediný chrám v Simferopolu, který funguje nepřetržitě od dokončení výstavby roku 1864.
- Chrám Třech svatých – vystavěn roku 1903 pro potřeby Tauridského duchovního semináře, kterému od roku 1997 opět slouží.
- Park Salgirka (někdy též Botanická zahrada TNU) – největší park Simferopolu, založený již roku 1795 učencem Peterem Simonem Pallasem. Pěstuje se zde velké množství nejrůznějších rostlin, proto bývá často označován za botanickou zahradu. Nachází se zde také sídlo P. S. Pallase, klasicistní stavba z roku 1797.
- Sídliště starší doby kamenné v jeskyni Čokurča – nachází se na ulici Lugovaja, přímo u řeky Malý Salgir. Před 40–50 tisíci lety zde žil pravěký člověk.
- Dolgorukovův obelisk – pomník osvobození Krymu od tureckých uchvatitelů. Nachází se na ulici V. Dolgorukova, na náměstí před chrámem Alexandra Něvského. Na tomto místě se roku 1771 nacházel štáb velitele ruských vojsk, generála V. M. Dolgorukova. Obelisk byl vztyčen roku 1842.
- Busta G. A. Potěmkina – odhalena 16. března 2016 na ulici Gorkého u příležitosti druhého výročí krymského referenda.
- Pomník A. V. Suvorova – nachází se na břehu řeky Salgir v místech, kde byl v letech 1777–1779 situován opevněný tábor ruských vojsk pod velením A. V. Suvorova. Tento vojevůdce se vyznamenal v bojích o Krym. V roce 1951 zde byla odhalena busta, kterou roku 1984 nahradila socha v životní velikosti.
- Pomník V. I. Lenina – vztyčen roku 1967 na náměstí Lenina. Roku 2014 vydali krymskotatarští aktivisté desetidenní ultimátum na odstranění pomníku. Proti tomuto požadavku se však vzedmula vlna odporu a socha zůstala na svém místě.[7]
- Pomník-tank – stojí v parčíku Vítězství, umístěn sem byl krátce po osvobození města roku 1944.
- Pomník A. S. Puškina – situován na rohu ulic Puškina a Gorkého, připomíná básníkovu návštěvu v Simferopolu roku 1820. Vztyčen v roce 1967.
- Dům, v němž žil A. S. Gribojedov – budova z roku 1825 na prospektu Kirova.
- Dům, v němž žil L. N. Tolstoj – dům na ulici Tolstého, básník zde přebýval v letech 1854–1855.
- Dům, v němž žil V. A. Žukovskij – ulice Žukovského, stavba z roku 1837.

|                |  |                    |  |                      |
| Skytská Neapol |  | Mešita Kebir Džami |  | Pomník A. S. Puškina |

## Ekonomika
Simferopol je významným průmyslovým centrem Krymu. Mezi nejrozvinutější odvětví patří strojírenství, lehký a potravinářský průmysl. Celkem se zde nachází okolo 70 podniků, z nichž největší jsou Fiolent (výroba elektrického nářadí), Pnevmatika (výroba pneumatických zařízení), Krymprodmaš (výroba konzervárenských strojů) a Selma (elektrostrojírenství).

### Doprava

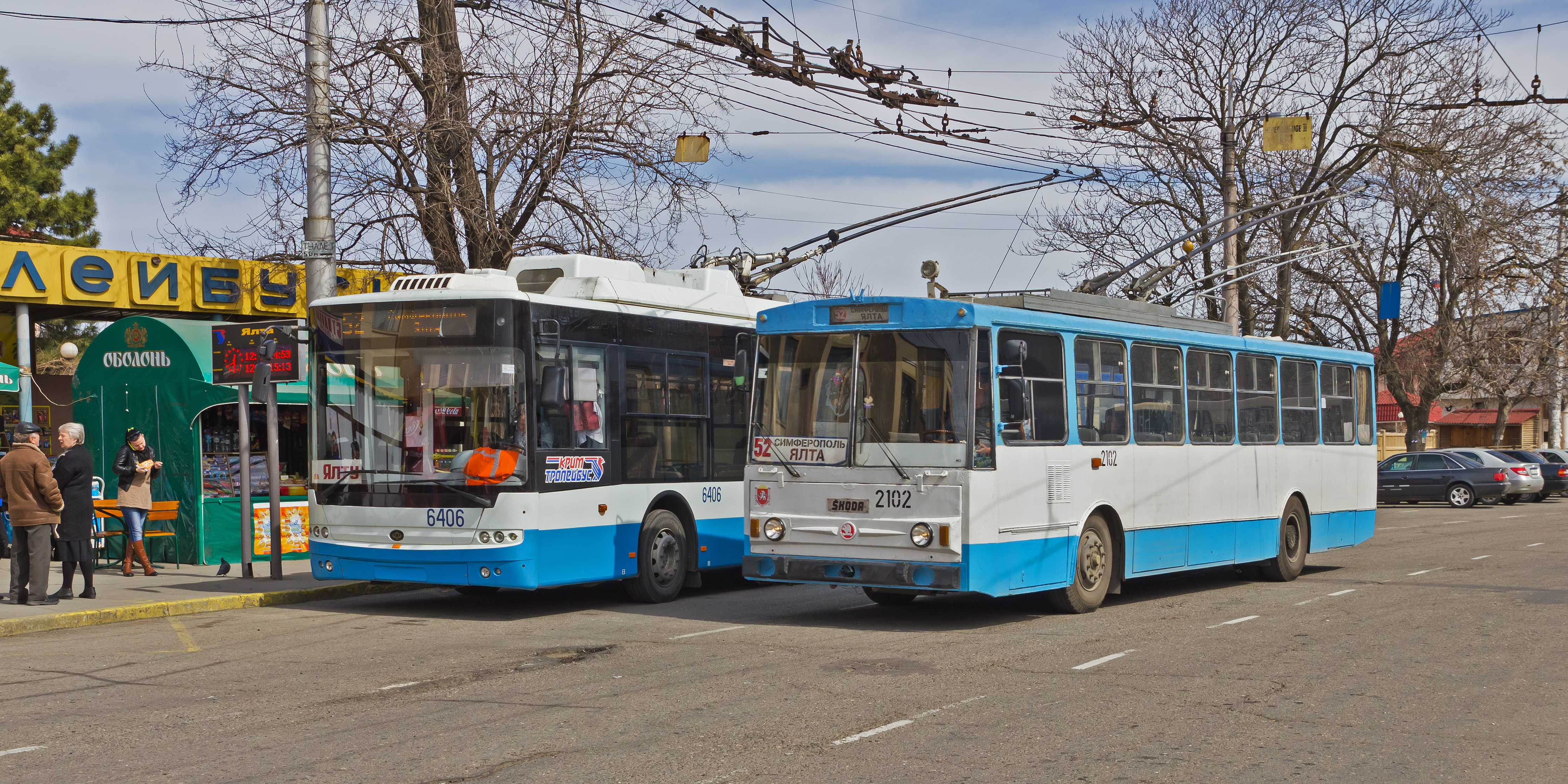
Trolejbusy v Simferopolu

Přestože město nemá přístup k moři, je nejdůležitějším dopravním uzlem Krymu – většina návštěvníků poloostrova přijíždí právě přes Simferopol. Nachází se zde mezinárodní letiště (roku 2016 přijalo 5,2 milionu lidí), autobusové nádraží a rozsáhlá železniční stanice. Příměstské vlaky spojují město se Sevastopolem, Džankojem a Jevpatorií. Monumentální nádražní budova z roku 1951 se svou charakteristickou věží se stala jedním ze symbolů města.
Kvůli blokádě Krymu však od roku 2014 simferopolské letiště, autobusová ani vlaková nádraží neodbavují spoje odjinud než z Ruské federace. Přitom veškeré vlaky i autobusy musí lodí překonat Kerčský průliv.
Městskou dopravu zajišťují autobusy a trolejbusy. Zdejší meziměstská trolejbusová síť Krymský trolejbus, propojující Simferopol, Aluštu a Jaltu, je se svými 86,5 km nejdelší trolejbusovou sítí na světě. V letech 1914–1970 byly v Simferopolu provozovány také tramvaje.

## Kultura

### Muzea
- Krymské republikánské regionální muzeum
- Krymské etnografické muzeum
- Simferopolské umělecké muzeum
- Rodný dům Ilji Selvinského
- Muzeum historie Simferopolu

### Divadla
- Ruské akademické dramatické divadlo M. Gorkého
- Státní akademické hudební divadlo Republiky Krym
- Krymskotatarské akademické hudebně-dramatické divadlo
- Krymská filharmonie
- Krymské republikánské loutkové divadlo

|                                                |  |                                         |  |                                        |
| Ruské akademické dramatické divadlo M. Gorkého |  | Krymské republikánské regionální muzeum |  | Krymské republikánské loutkové divadlo |

## Partnerská města
- Kecskemét, Maďarsko, 1960

- Ruse, Bulharsko, 1988

- Heidelberg, Německo, 1990

- Černovice, Ukrajina, 2006
- Doněck, Ukrajina, 2007
- Irkutsk, Rusko, 2007
- Eskişehir, Turecko, 2007
- Novočerkassk, Rusko, 2008
- Omsk, Rusko, 2008[9]
- Padova, Itálie, 2016[10]